# 山添みづき
山添 みづき（やまぞえ みづき）は、1980年代に活躍したロリータアイドル。

## 概要
1971年1月30日生まれ。ロリータブーム最盛期直前の1984年に、12歳でヌードモデルとしてデビュー。同年12月に創刊された川本耕次監修『ロリコンHOUSE』（三和出版）の初代カバーガールを務め、1986年まで表紙やグラビアに登場していた。
また写真集は、16歳になるまで年1冊のペースで発売された。
仕事量は初期ロリータアイドルの中でも群を抜いて多いが、それだけに作品が市場に出回った量も多く、極端なプレミア化の対象とはならなかった。

## 出演作品

### 写真集
『十二歳の砂時計』
群雄社、1983年。定価1200円。
版元がブーム絶頂期に倒産してしまったため、みづき作品の中で唯一希少性が高いといえる。
『山添みづき13歳　ロリータ・アイドル まだ愛はしらない』
三和出版、1984年。定価1500円。
ちょうど日本に「アイドル」という言葉が定着した時期に発売された。撮影者の近藤昌良のメルヘンチックな演出も人気の基となった。後半15ページ程には、近藤が撮影した他の少女も載っている。
1997年の時点で20000円、1999年の時点で45000円のプレミア価格が確認されている。
『山添みづき14歳 ロリータ・アイドル2』
三和出版、1985年。定価1500円。
『ロリコンHOUSE』監修者の川本耕次が制作に大きく関与したといわれ、演出やポーズに凝ったカットが多い。
『山添みづき15歳 ロリータ・アイドル3』
三和出版、1986年。定価1545円。
みづきの捉え方が少女から女性へと転換する契機となった一冊。2版以降からは修正がきつくなる。
1999年の時点で25000円のプレミア価格が確認されている。
『山添みづき16歳 ときめき記念日』
白夜書房、1988年。定価1300円。
もはやロリータではなくアダルト写真集的な作風の一冊。作風を変えるために出版社を移したのか、それとも出版社が移ったから仕上がりも変化したのかは不明である。
『思春期』
大陸書房、1989年。定価1300円。
何の前触れもなく発売された、『十二歳の砂時計』から『ロリータ・アイドル3』までのオムニバス写真集。もともと発行部数が少なかったらしく、中古市場でも品薄気味だった。
『よりみち－山添みずきメモリアル写真集』
オークラ出版、1998年　

### ビデオ
- 「少女アリス・ラブペット2 三匹の仔猫」（VIP）
- 「聖少女ビデオ・シリーズ 制服の少女」（FMサプライ）
- 「6人の美少女」（FMサプライ）

### 舞台
- 「聖ミカエラ学園漂流記」[3]高取英作、月蝕歌劇団